# Козьминка (Орловская область)
Козьминка — село в Ливенском районе Орловской области России. 
Административный центр Козьминского сельского поселения в рамках организации местного самоуправления и центр Козьминского сельсовета в рамках административно-территориального устройства.

## География
Расположено к 12 км к северо-востоку от райцентра, города Ливны, и в 129 км к юго-востоку от центра города Орёл.

## Население
| 2002 | 2010 |
| ---- | ---- |
| 674  | ↘615 |

Согласно результатам переписи 2002 года, в национальной структуре населения русские составляли 92 % от жителей.

## История и этимология
Село Козьминки известно с момента строительства церкви в 1618 году. Здесь родились:
- Ф. В. Ростопчин — московский военный генерал-губернатор времён Войны 1812 года.
- И. И. Клёпов — один из лидеров Ливенского вооружённого восстания в 1918 году.

Село Козьминка (Козьмодемьяновское, Козьминское) получило своё название по приходу церкви Св. Чудотворцев Козьмы и Дамиана.:216